# Аллжейер, Эмиль Огюст
Эмиль Огюст Аллжейер (фр. Emil August Allgeyer, 14 апреля 1856 год, Риксхайм, Франция — 9 апреля 1924 год, Шевильи-Ларю, Франция) — католический прелат, апостольский викарий Занзибара с 17 февраля 1897 года по 9 апреля 1924 год, член монашеской Конгрегации Святого Духа.

## Биография
4 ноября 1884 года Эмиль Огюст Аллжейер был рукоположён в священника в монашеской Конгрегации Святого Духа, после чего его отправили на миссию в Африку.
17 февраля 1897 года Римский папа Лев XIII назначил Эмиля Огюста Аллжейера апостольским викарием Зангибара и титулярным епископом Тицелии. 25 мая 1897 года состоялось рукоположение Эмиля Огюста Аллжейера в епископа, которое совершил вспомогательный епископ Кёльна и титулярный епископ Иулиополиса Антон Хуберт Фишер в сослужении с титулярным епископом Азотуса и вспомогательным епископом Падерборна Августинусом Гёккелем.
3 апреля 1913 года апостольский викариат Зангибара был переименован в апостольский викариата Занзибара и Эмиль Огюст Аллжейер получил титул апостольского викария Занзибара.
9 апреля 1924 года скончался в городе Шевильи-Ларю около Парижа.